# 東海ジャンクション (愛知県)
東海ジャンクション（とうかいジャンクション）は、愛知県東海市新宝町にあるジャンクションである。伊勢湾岸自動車道、名古屋高速4号東海線、西知多産業道路が接続している（後述のとおり、伊勢湾岸自動車道と西知多産業道路は未接続）。
本項では、本ジャンクションに併設されている東海料金所についても説明する。

## 概要
伊勢湾岸自動車道と国道の西知多産業道路には東海ICが併設されており、名古屋高速4号東海線では東海新宝出入口が近接している。
2011年11月19日の供用開始時点では伊勢湾岸自動車道と西知多産業道路は接続しておらず、いったん東海ICで国道302号に下りて東海インター交差点を曲がる必要がある。西知多道路の計画の一環として伊勢湾岸自動車道と西知多産業道路を接続する計画がある。

## 東海料金所
レーン運用は、時間帯やメンテナンスなどの事情により変更される場合がある。

### 伊勢湾岸自動車道 → 名古屋高速4号東海線
NEXCO中日本と名古屋高速道路の料金を合併収受
- レーン数：3
  - ETC専用：1
  - ETC/一般：1
  - 休止中：1

### 西知多産業道路 → 名古屋高速4号東海線
名古屋高速道路の料金を収受。
- レーン数：2[4]
  - ETC専用：1
  - 一般：1

### 名古屋高速4号東海線 → 伊勢湾岸自動車道（四日市方面）
NEXCO中日本の通行券を発券。名高速東海線から伊勢湾岸道豊田方面は東海IC第一料金所入口の利用となっている。
- レーン数：2[4]
  - ETC専用：1
  - ETC/一般：1

## 歴史
- 2006年度 : 着手
- 2008年6月7日 : 深夜から翌日早朝にかけて伊勢湾岸自動車道、国道302号、国道247号を通行止にし、伊勢湾岸自動車道上空で桁の一括架設工事を実施[5]
- 2011年11月19日 : 名古屋高速4号東海線 木場出入口-当JCT間開通に伴い供用開始[6]

## 隣
E1A 伊勢湾岸自動車道
(6) 大府IC - (7) 東海IC / (7-1) 東海JCT - (8) 名港潮見IC
 名古屋高速4号東海線
(407/417) 東海新宝出入口 - 東海料金所 - 東海JCT
 西知多産業道路
新宝町交差点 - 東海IC/東海JCT - 荒尾IC

## 施設外観

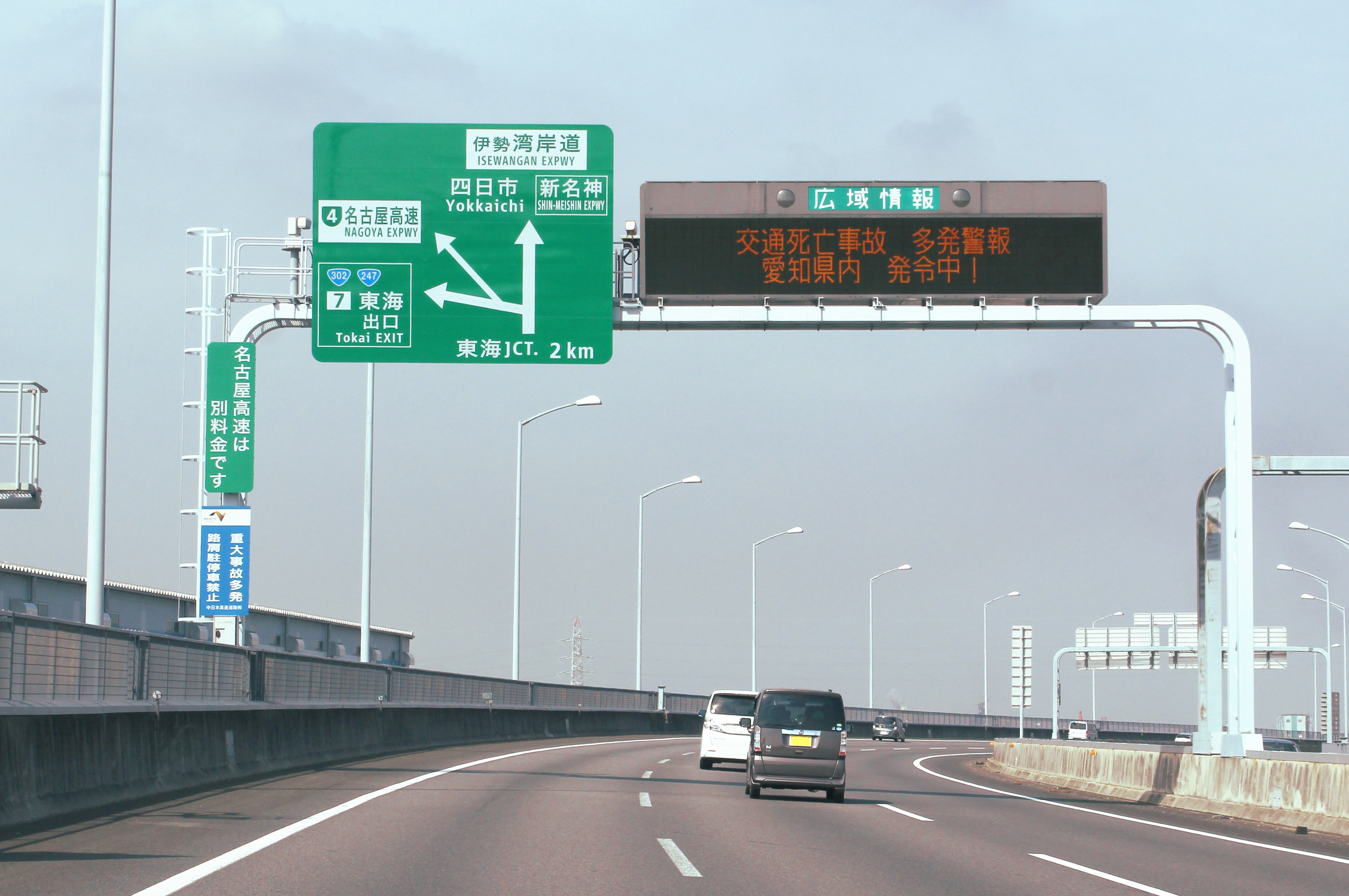
下り線の分岐案内
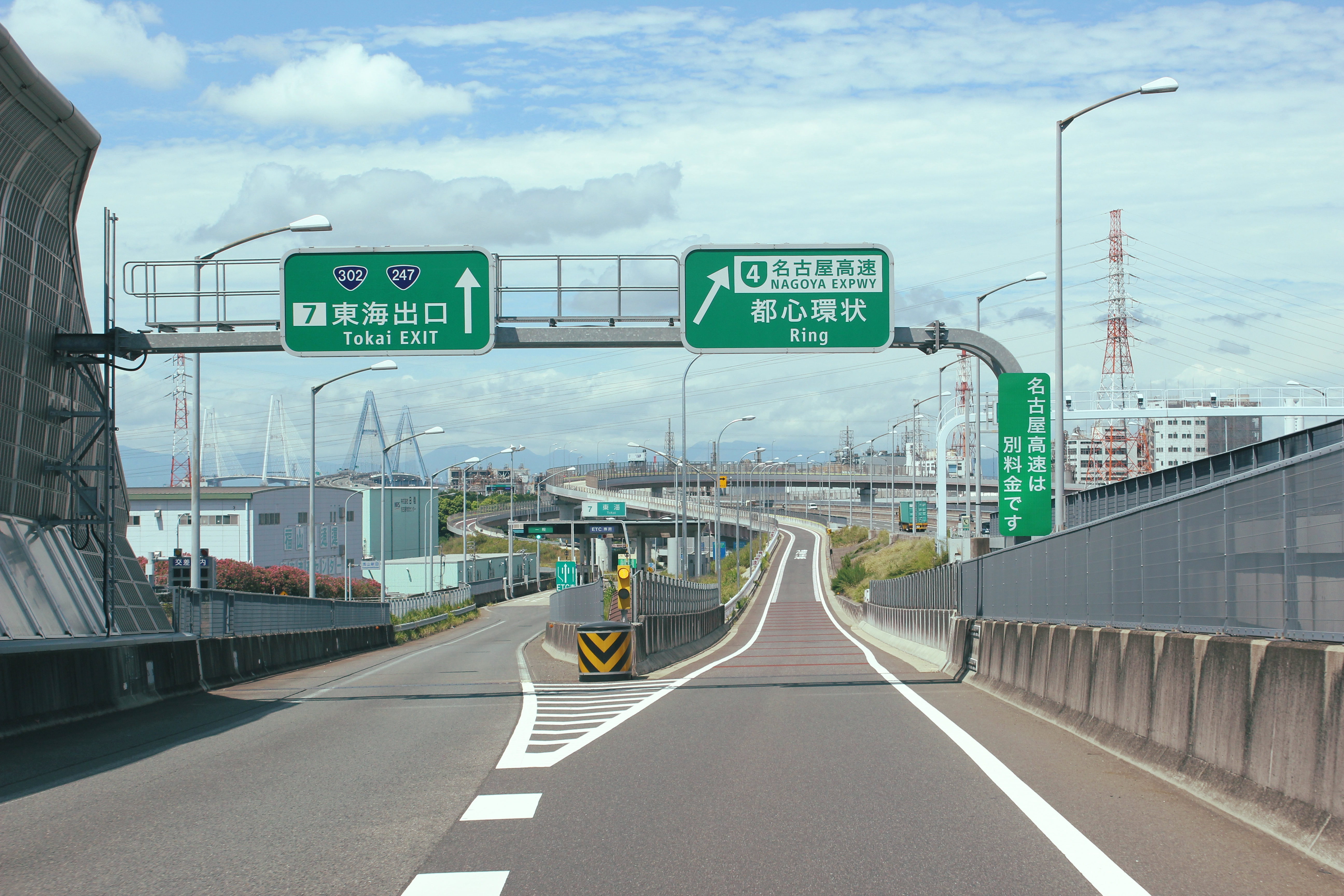
下り線の出口とJCTとの分岐点
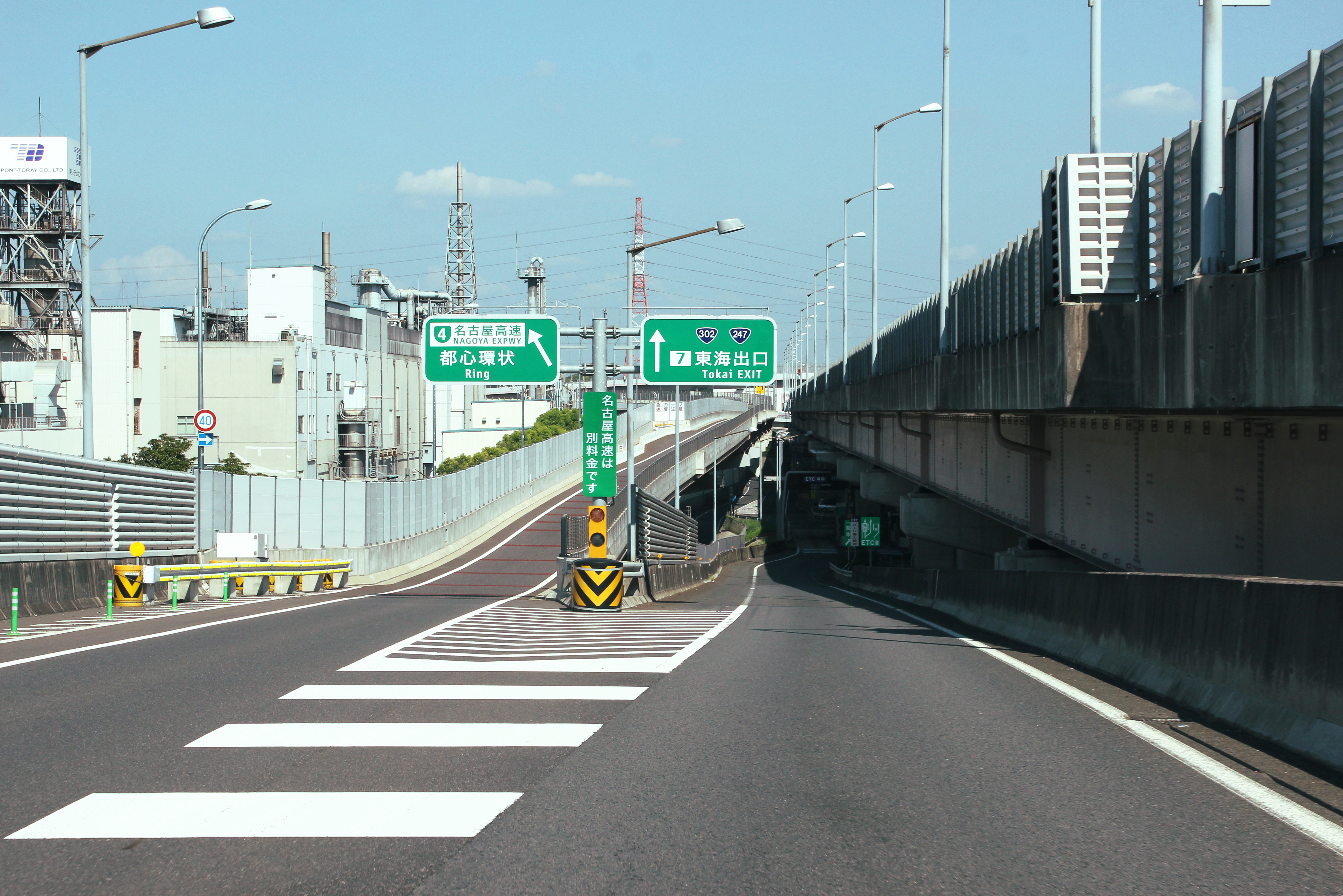
上り線の出口とJCTとの分岐点
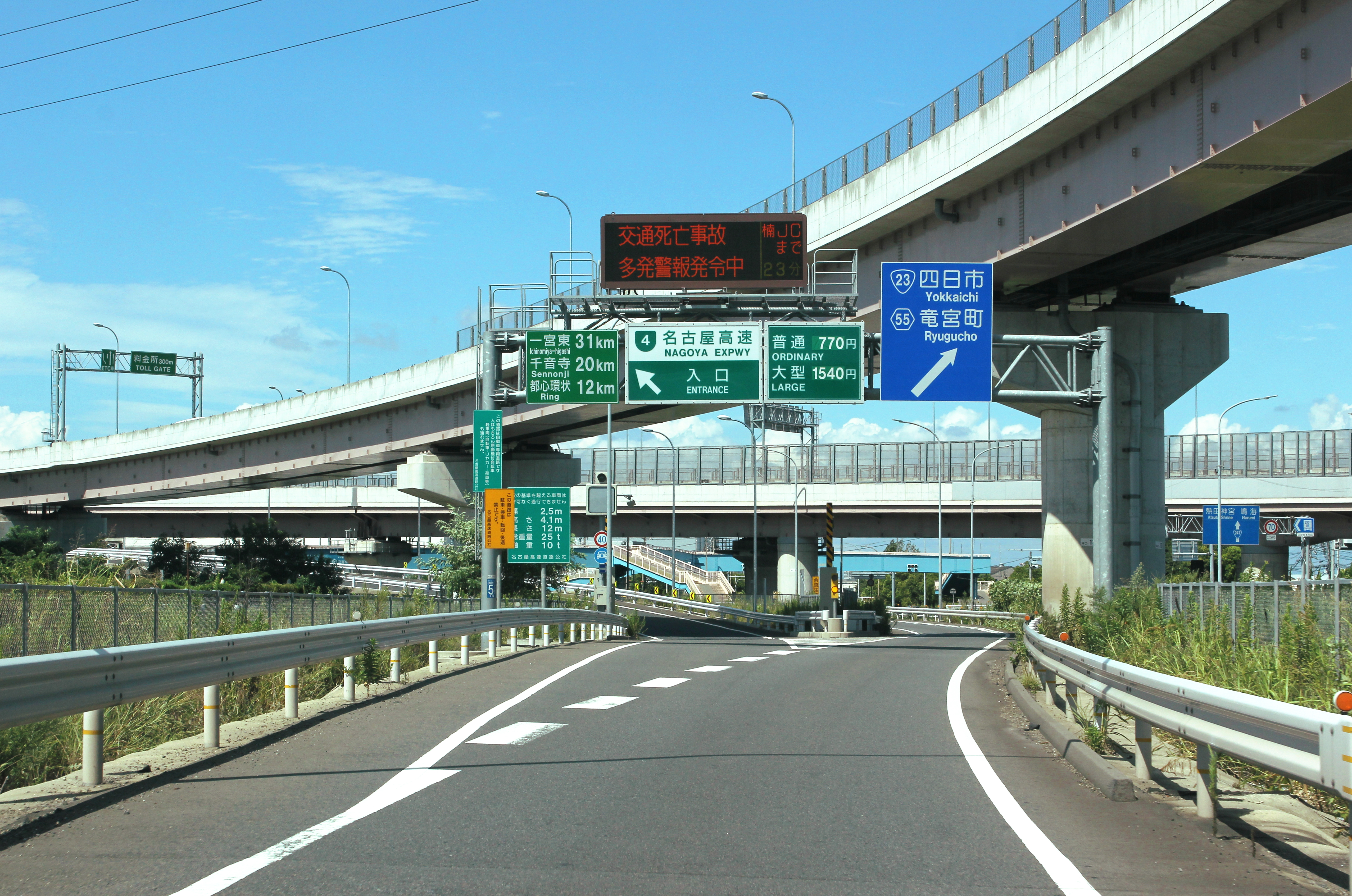
西知多産業道路側の入口
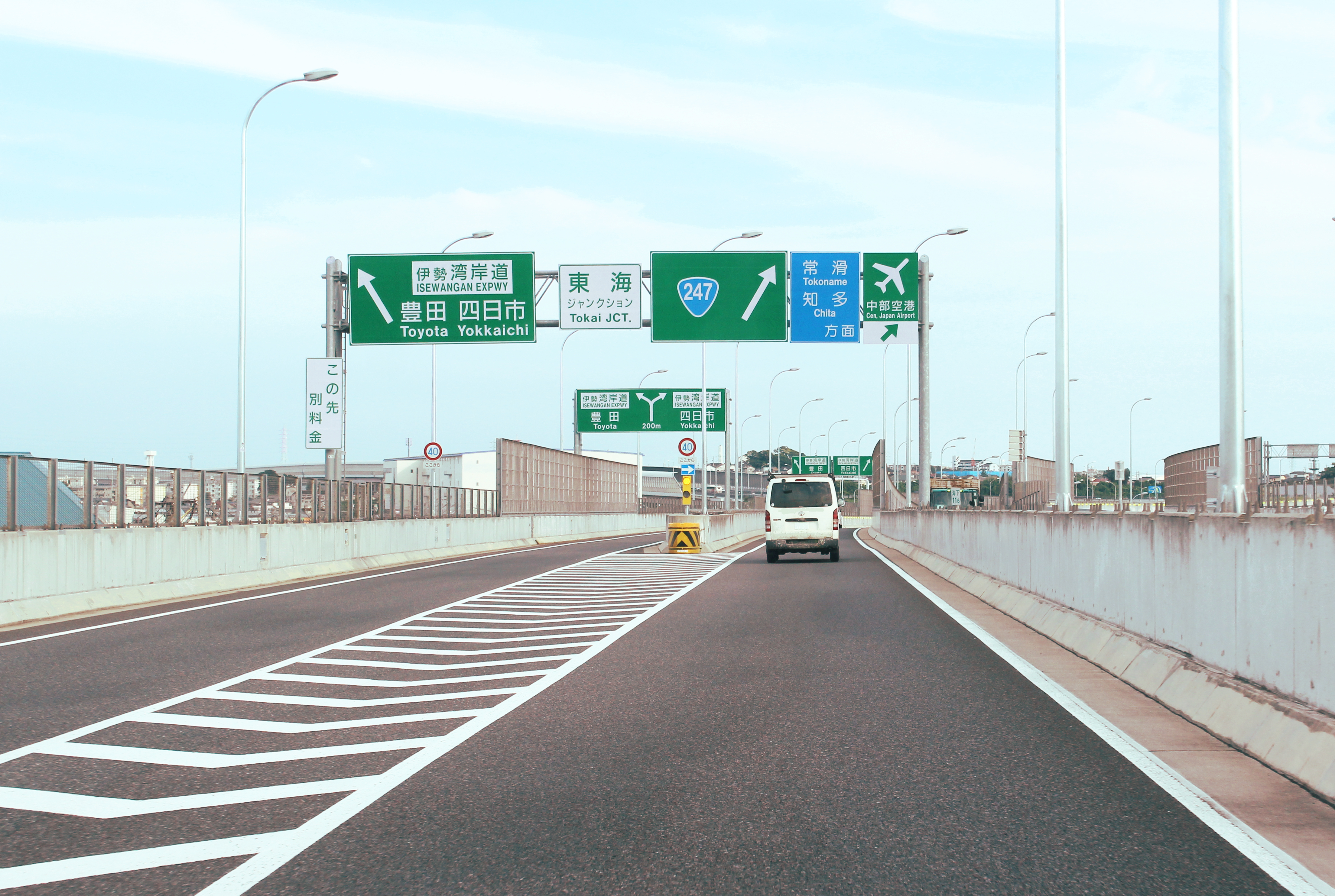
伊勢湾岸自動車道と西知多産業道路への分岐路
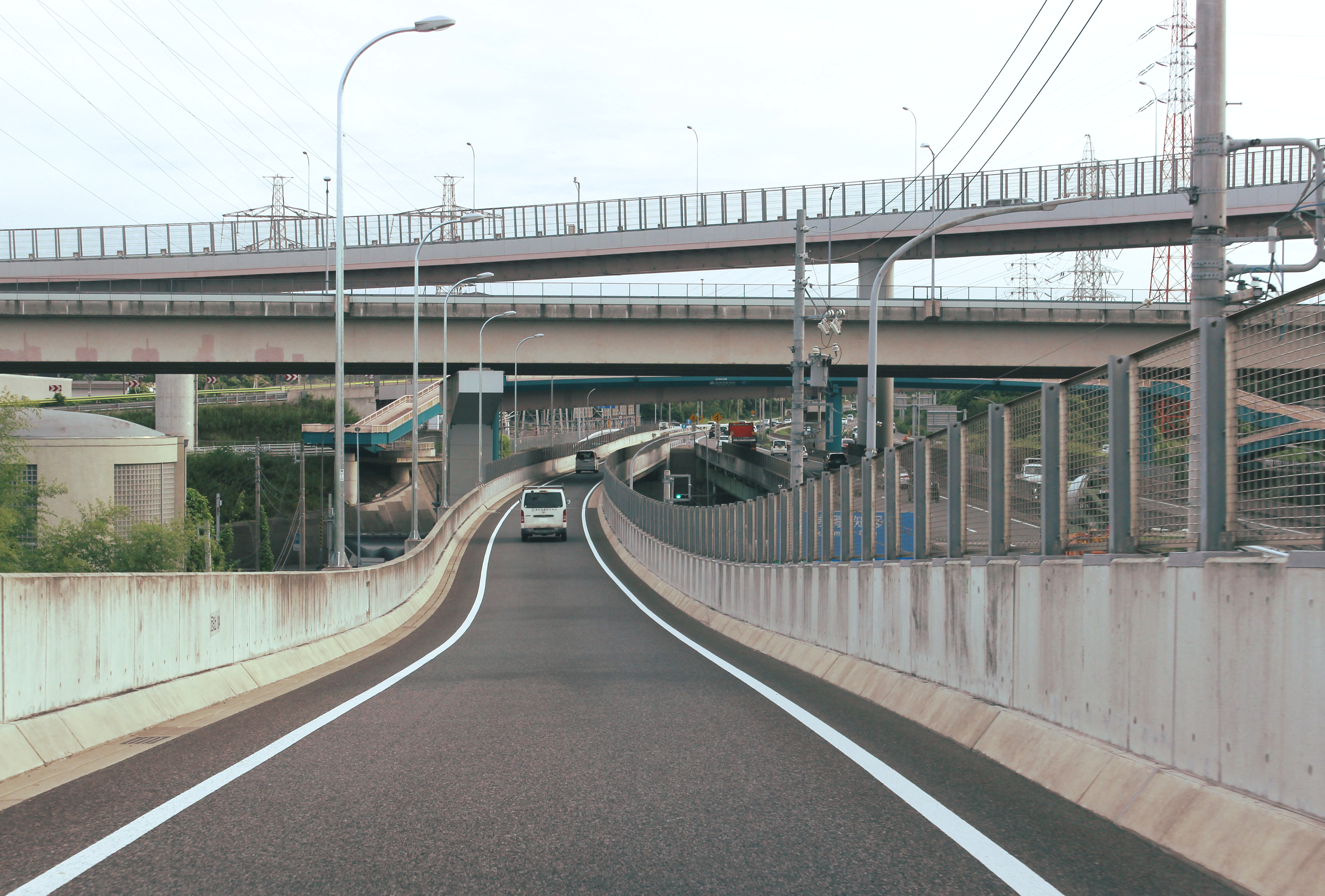
西知多産業道路へのオフランプ